# 1449
Năm 1449 là một năm trong lịch Julius.

## Sự kiện

### Tháng 9
- Ngày: Thổ Mộc Bảo chi biến.
- Ngày 22: Chu Kỳ Ngọc lên ngôi hoàng đế niên hiệu Cảnh Thái (Cảnh Thái Đế).